# ثقافة مالطا

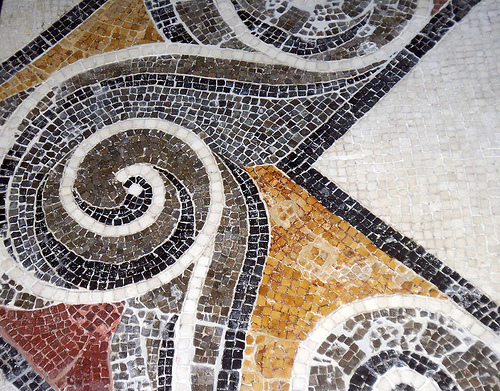

تعكس ثقافة مالطا المجتمعات المختلفة التي كانت على اتصال بالجزر المالطية على مر القرون، بما في ذلك ثقافات البحر الأبيض المتوسط المجاورة، وثقافات الأمم التي حكمت مالطا لفترات طويلة قبل استقلالها في عام 1964.

## ثقافة مالطا ما قبل التاريخ
يُعتقد أن سكان الجزر المالطية الأوائل كانوا سيكانيين من صقلية المجاورة، والذين وصلوا إلى الجزيرة في وقت ما قبل 5000 قبل الميلاد. زرعوا الحبوب وربوا الماشية المحلية، وتماشيًا مع العديد من الثقافات المتوسطية الأخرى القديمة، شكلوا عبادة للخصوبة ومُثلت في مالطا بتماثيل ذات أبعاد كبيرة بشكل غير عادي. تشبه الفخاريات من الفترة المبكرة للحضارة المالطية (المعروفة باسم مرحلة كهف دالام) النماذج الموجودة في جرجنت، صقلية. هؤلاء الأشخاص إما نسخوا أو أنشأوا ثقافة بُناة المعابد الصخرية، والتي تعتبر آثارها الباقية في مالطا وغوزو أقدم الهياكل الحجرية القائمة في العالم. يعود تاريخ المعابد إلى 4000-2500 قبل الميلاد وتتكون عادةً من تصميم ثلاثي الوريقات معقد.
لا يُعرف الكثير عن بناة المعابد في مالطا وغوزو، ولكن هناك بعض الأدلة على أن طقوسهم تضمنت التضحية بالحيوانات. اختفت هذه الثقافة من الجزر المالطية نحو 2500 قبل الميلاد واستعيض عنها بتدفق جديد لمهاجرين من العصر البرونزي، وهي ثقافة عُرف عنها أنها أحرقت موتاها وأدخلت هياكل حجرية أصغر تسمى الدولمن إلى مالطا، وربما استوردها السكان الصقليون بسبب تشابه الدولمن المالطية مع الهياكل المماثلة الموجودة في أكبر جزيرة في البحر الأبيض المتوسط.

## تطور الثقافة المالطية الحديثة
وُصِفت ثقافة مالطا الحديثة بأنها «نمط غني من التقاليد والمعتقدات والممارسات»، وهو نتيجة «لعملية طويلة من التكيف والاستيعاب والتلاقح المتبادل بين المعتقدات والعادات المستمدة من مصادر متضاربة مختلفة». خضعت لنفس العمليات التاريخية المعقدة التي أدت إلى الاختلاط اللغوي والإثني الذي يحدد هوية شعب مالطا وغوزو اليوم.
الثقافة المالطية الحالية هي في الأساس أوروبية لاتينية مع التراث البريطاني الحديث أيضًا كدليل. في الجزء الأول من تاريخها تعرضت مالطا أيضًا للتأثيرات السامية. تراث هذا اليوم لغوي وليس ثقافيًا. يعد العنصر الأوروبي اللاتيني المصدر الرئيسي للثقافة المالطية بسبب التأثير الثقافي المستمر تقريبًا على مالطا خلال القرون الثمانية الماضية، وحقيقة أن مالطا شاطرت المعتقدات الدينية والتقاليد والاحتفالات مع جيرانها من صقلية وأوروبا الجنوبية.